# Kamienica przy ulicy Jagiellońskiej 48 w Sanoku
Kamienica przy ulicy Jagiellońskiej 48 w Sanoku – budynek położony przy ulicy Jagiellońskiej w Sanoku.

## Historia
Kamienica powstała w XIX wieku w dzielnicy Posada Sanocka z połączenia budynku mieszkalnego z gospodarczym. Od początku była to rodzinna oberża pod szyldem „Murowanka” przechodząca z ojca na syna. Ostatnim spadkobiercą właścicieli kamienicy był „Tulik” – Naftali Scheiner. Karczma Tulika była jedną z 36 barów i restauracji z prawem wyszynku alkoholu przed I wojną światową w Sanoku. W tej karczmie Marian Pankowski umieścił sceny kluczowych wydarzeń książki wojennej Niewola i dola Adama Poremby.
Karczmę „Murowanka”
obecnie kamienicę pod numerem 48 na przełomie 1845 i 1846 zamieszkali tymczasowo przybyli do miasta Mateusz Beksiński i Walenty Lipiński z zamiarem stałego osiedlenia się. Właściciel karczmy udzielił im wówczas pomocy w zakupie terenów położonych tuż obok szynku, gdzie obaj nabyli kilka morgów ziemi przy ówczesnej ulicy Lwowskiej u zbiegu z ul. Podgórze i późniejszej ul. Stanisława Konarskiego, a następnie założyli warsztat kotlarski, który stał się z biegiem lat zalążkiem przemysłu metalurgicznego w Sanoku a następnie Fabryki Wagonów i Autosanu.
W oberży zatrzymywali się wszyscy kupcy i dostawcy ziemniaków na piwo i wódkę przy wjeździe do Sanoka. W dni targowe wstępowali do niej gospodarze z pobliskich wsi przywożący jarzyny i owoce oraz kramarze sprzedający różności. Na placu przy oberży stawały chłopskie wozy, organizowano tu również targi i korzystano z usług oberżysty, który dysponował bufetem z alkoholem i jedzeniem. Wieczorami przesiadywali robotnicy – nad jednym kieliszkiem. Karczma miała szczególne znaczenie dla mieszkańców jako punkt odniesienia, tu zaczynało się miasto i granica między starym miastem i przedmieściem. Na początku XX wieku w Murowance odbywały się wiece polityczne działaczy Stronnictwa Ludowego.
Poniżej „Murowanki” położona była robotnicza Posada Olchowska. Po wybuchu II wojny światowej w okresie trwającej okupacji niemieckiej w budynku mieściła się Gaststätte „Okocim” (karczma Okocim). Karczma została upaństwowiona w roku 1944. Po wojnie Tulik otrzymał zapomogę w kwocie 500 zł tytułem przejęcia majątku przez państwo. Naftali Scheiner zmarł w „Murowance” w samotności na początku lat 80. XX wieku. Obecnie lokale dzierżawione są przez prywatnych handlowców.
Kamienica stoi w miejscu gdzie zaczyna się stroma ulica Jagiellońska w kierunku historycznego śródmieścia Sanoka. Naprzeciwko znajduje się zieleniec i studnia  w miejscu po domu Beksińskich i Lipińskich.

## Mieszkańcy kamienicy
Naftali Scheiner „Tulik” – Żyd z Sanoka. Pochodził z zamożnej i pobożnej rodziny osiadłej od kilku pokoleń w Sanoku. Przed rokiem 1939 studiował nauki talmudyczne pod kierunkiem rabinów ze Stanisławowa. Podczas wojny stracił całą rodzinę, uniknął śmierci ale na kilka lat trafił do sowieckiego łagru w Jakucji. W 1944 władza ludowa upaństwowiła rodzinne przedsiębiorstwo. Do Sanoka przybył w 1945 i tu osiadł na stałe, na poddaszu domu zwanego „Murowanka” w pobliżu młyna Baranowicza. Adam Płociński wspomina, że w jego domu wisiało zdjęcie młodego Tulika z panną młodą. W Trakcie Płocińskigo pisarz spotyka podczas podróży śląskiego włóczęgę Pawła Węglorza z Głębokiego, który poznał Tulika i z którym ten się zaprzyjaźnił. Tulik za miód i orzechy czytał Pawłowi Pięcioksiągi. Zapamiętano Tulika jako szczupłego wysokiego Żyda, który zawsze chodził w towarzystwie kalekiego psa Miśka. Człowieka który wegetował jak „nazir” na pustyni, karmiąc wróble, sikorki i psiaka w mansardzie zabytkowej kamienicy. Tulik rozdawał dzieciom cukierki i opowiadał wierszem żydowskie przysłowia. Mimo tego ludzie zwracali się do niego per „ty” chociaż był już starszym człowiekiem. Na zaczepki reagował zawsze smutnym milczeniem. W opinii ulicy, uchodził za człowieka zamożnego. Miał być właścicielem kamienicy w centrum miasta i właścicielem browaru w Zarszynie. Mówiono też, że został pochowany na cmentarzu przy Rymanowskiej.

## Odniesienia w kulturze i sztuce
- Marian Pankowski, Niewola i dola Adama Poremby